# Краткият втори живот на Бри Танър
„Краткият втори живот на Бри Танър“ (на английски: The Short Second Life of Bree Tanner) е кратък роман от Стефани Майър, допълнение към Здрач Сагата.

## За книгата
Книгата е допълнение към третата част на Здрач Сагата – Затъмнение. Книгата излиза на 7 юни 2010. Освен като печатно издание книгата е пусната и онлайн за безплатно изтегляне за един месец — от 7 юни до 7 юли 2010. Книгата е издадена в България от Егмонт България. Романът разказва за превръщането на едно обикновено момиче във вампир и животът му след това.